# Cantón de Collinée
El cantón de Collinée era una división administrativa francesa, que estaba situada en el departamento de Costas de Armor y la región de Bretaña.

## Composición
El cantón estaba formado por seis comunas:
- Collinée
- Langourla
- Le Gouray
- Saint-Gilles-du-Mené
- Saint-Gouéno
- Saint-Jacut-du-Mené

## Supresión del cantón de Collinée
En aplicación del Decreto nº 2014-150 de 13 de febrero de 2014, el cantón de Collinée fue suprimido el 22 de marzo de 2015 y sus 6 comunas pasaron a formar parte del nuevo cantón de Plénée-Jugon.